# Patos (gemeente in Brazilië)
Patos is een gemeente in de Braziliaanse deelstaat Paraíba. De gemeente telt 107.790 inwoners (schatting 2017).

## Aangrenzende gemeenten
De gemeente grenst aan Cacimba de Areia, Catingueira, Condado, Malta, Quixaba, Santa Terezinha, São José de Espinharas, São José do Bonfim en São Mamede.